# Triana Parera
Triana Parera (Ciudad de México, 1988) es una artista visual, diseñadora e ilustradora mexicana. Participó en el Festival de Internacional de Grabado de Bilbao en el 2019 y ha sido colaboradora y residente en La Ceiba Gráfica de Xalapa y en el Instituto de Arte de Berlín.

## Trayectoria
Estudió en la Escuela Nacional de Pintura, Escultura y Grabado, La Esmeralda.
Su trabajo abarca diversas disciplinas y técnicas artísticas como el grabado, arte urbano, murales, dibujo digital, instalación, entre otras. En sus obras, utiliza el sarcasmo y el sentido del humor para representar lo humano más allá de lo racional.
En 2016, pintó a Algie, el cerdo inflable de Pink Floyd por solicitud de Roger Waters en colaboración con Héctor Ruiz Reez para un evento en la Ciudad de México.
Ha participado en exposiciones colectivas a nivel nacional e internacional. En 2019 presentó su primera exhibición individual denominada Los Monstros del Alba; en 2022 Todo lo que brilla es oro en el Centro Cultural Gabriel García Márquez en el marco de la FIL Bogotá y en 2023, presentó Tres Segundos, su tercera muestra individual en el Museo de la Ciudad de México.